# Нірупама Манкад
Нірупама Манкад (нар. 17 січня 1947) — колишня індійська тенісистка.
Здобула 9 одиночних та 11 парних титулів туру ITF.
Найвищим досягненням на турнірах Великого шолома було 2 коло в змішаному парному розряді.
Завершила кар'єру 1979 року.

## Фінали

### Одиночний розряд (9–7)
| Результат | Ранг | Дата          | Турнір           | Покриття | Суперниця               | Рахунок       |
| --------- | ---- | ------------- | ---------------- | -------- | ----------------------- | ------------- |
| Перемога  | 1.   | січень 1965   | Колката, Індія   | Тверде   | Lakshmi Mahadevan       | 6–2, 6–4      |
| Поразка   | 2.   | січень 1965   | Нью-Делі, Індія  | Тверде   | Меріон Ло               | 2-6, 4-6      |
| Поразка   | 3.   | січень 1966   | Праяградж, Індія | Трава    | Пармас Тійу             | 9–11, 2-6     |
| Поразка   | 4.   | січень 1966   | Мумбаї, Індія    | Тверде   | Карол-Анн Калогеропулос | 3-6, 6–3, 4-6 |
| Поразка   | 5.   | січень 1968   | Мумбаї, Індія    | Ґрунт    | Олександра Іванова      | 3-6, 6–2, 4-6 |
| Перемога  | 6.   | грудень 1968  | Колката, Індія   | Тверде   | Еліс Тим                | 6–4, 4-6, 6–3 |
| Перемога  | 7.   | грудень 1969  | Нью-Делі, Індія  | Тверде   | Еліс Тим                | 6–1, 3-6, 6–3 |
| Поразка   | 8.   | січень 1971   | Amaravati, Індія | Тверде   | Пармас Тійу             | 2-6, 5-7      |
| Перемога  | 9.   | лютий 1971    | Колката, Індія   | Тверде   | Kiran Peshawaria        | 4–6, 6–1, 6–1 |
| Перемога  | 10.  | березень 1971 | Найробі, Кенія   | Ґрунт    | Jenny Paterson          | 6–0, 6–0      |
| Поразка   | 11.  | лютий 1972    | Пуне, Індія      | Тверде   | Мерілін Теш             | 4-6, 2-6      |
| Поразка   | 12.  | лютий 1974    | Ченнаї, Індія    | Тверде   | Susan Das               | 4-6, 2-6      |
| Перемога  | 13.  | січень 1975   | Амрітсар, Індія  | Тверде   | Susan Das               | 7–5, 6–4      |
| Перемога  | 14.  | січень 1976   | Нью-Делі, Індія  | Тверде   | Susan Das               | 6–4, 6–3      |
| Перемога  | 15.  | лютий 1977    | Ченнаї, Індія    | Тверде   | Susan Das               | 6–4, 6–3      |
| Перемога  | 16.  | лютий 1978    | Нью-Делі, Індія  | Тверде   | Amreeta Ahluwalia       | 3–6, 6–1, 8–6 |

### Парний розряд (11–8)
| Результат | Ранг | Дата          | Турнір                           | Покриття | Партнерка               | Суперниці                           | Рахунок        |
| --------- | ---- | ------------- | -------------------------------- | -------- | ----------------------- | ----------------------------------- | -------------- |
| Поразка   | 1.   | березень 1964 | Джайпур, Індія                   | Тверде   | Lakshmi Mahadevan       | Begum Khan Джилл Рук                | 0-6, 1-6       |
| Поразка   | 2.   | січень 1965   | Колката, Індія                   | Тверде   | Leela Panjabi           | Begum Khan Rita Suriya              | 2-6, 4-6       |
| Поразка   | 3.   | січень 1965   | Нью-Делі, Індія                  | Тверде   | Leela Panjabi           | Меріон Ло Мадонна Шакт              | 6–2, 3-6, 3-6  |
| Перемога  | 4.   | січень 1966   | Тируванантапурам, Індія          | Тверде   | Карол-Анн Калогеропулос | Ріта Бентлі Ліз Старкі              | 6–2, 6–4       |
| Перемога  | 5.   | січень 1966   | Мумбаї, Індія                    | Тверде   | Begum Khan              | Карол-Анн Калогеропулос Сью Татт    | 6–2, 1-6, 6–4  |
| Перемога  | 6.   | лютий 1966    | Гайдарабад (місто, Індія), Індія | Тверде   | Сью Татт                | Begum Khan Карол-Анн Калогеропулос  | 6–1, 6–4       |
| Перемога  | 7.   | лютий 1966    | Ченнаї, Індія                    | Тверде   | Dechu Appaiah           | Begum Khan Leela Panjabi            | 6–2, 6–3       |
| Перемога  | 8.   | лютий 1966    | Лакхнау, Індія                   | Тверде   | Dechu Appaiah           | Ріта Бентлі Anthea Rigby            | 9–11, 6–4, 6–2 |
| Поразка   | 9.   | січень 1967   | Колката, Індія                   | Тверде   | Rita Suriya             | Rena Abzhandadze Олександра Іванова | 0–6, 5–7       |
| Поразка   | 10.  | січень 1968   | Бенгалуру, Індія                 | Тверде   | Jeroo Vakil             | Олександра Іванова Nina Turkheli    | 0–6, 1–6       |
| Поразка   | 11.  | січень 1968   | Мумбаї, Індія                    | Тверде   | Rattan Thadani          | Олександра Іванова Nina Turkheli    | 2–6, 3–6       |
| Перемога  | 12.  | січень 1969   | Вішакхапатнам, Індія             | Тверде   | Rita Suriya             | Еліс Тим Kiran Peshawaria           | 6–2, 6–1       |
| Поразка   | 13.  | січень 1970   | Амрітсар, Індія                  | Тверде   | Indu Sood               | Олександра Іванова Ірена Шкуль      | 2–6, 1–6       |
| Перемога  | 14.  | лютий 1971    | Колката, Індія                   | Тверде   | Kiran Peshawaria        | Udaya Kumar Susan Das               | 6–1, 6–3       |
| Перемога  | 15.  | березень 1971 | Найробі, Кенія                   | Ґрунт    | Jenny Paterson          | Маріанна Бруммер Грета Делпорт      | 6–2, 6–2       |
| Перемога  | 16.  | вересень 1971 | Куала-Лумпур, Малайзія           | Тверде   | Сесілія Флемінг         | Somsri Klumsombut Phanow Sudsawadsi | 7–5, 6–4       |
| Перемога  | 17.  | лютий 1974    | Ченнаї, Індія                    | Тверде   | Udaya Kumar             | Susan Das Kiran Peshawaria          | 6–4, 6–4       |
| Поразка   | 18.  | вересень 1974 | Коломбо, Шрі-Ланка               | Тверде   | Susan Das               | Лені Калігіс Літа Льєм Суґіарто     | 5-7, 6–1, 1-6  |
| Перемога  | 19.  | лютий 1978    | Нью-Делі, Індія                  | Тверде   | Amreeta Ahluwalia       | Керол Дрейпер Robin Harris          | 5-7, 6–2, 6–0  |